# Joseph Henabery
Joseph Henabery (15 de enero de 1888 - 18 de febrero de 1976) fue un actor y director cinematográfico estadounidense.

## Resumen biográfico
Nacido en Omaha, Nebraska, la carrera interpretativa de Henabery se inició en 1914 con The Joke on Yellentown. Henabery actuó en el clásico del cine mudo dirigido por D.W. Griffith El nacimiento de una nación (1915), interpretando a Abraham Lincoln. Entre 1914 y 1917 actuó en un total de diecisiete filmes. 
Henabery también trabajó como director de segunda unidad en el film de Griffith Intolerancia, y supervisó la filmación de al menos una larga escena de la película. El resto de su carrera lo dedicó a la dirección.
A partir de mediados de la década de 1920, tras desacuerdos profesionales con Louis B. Mayer, de Metro-Goldwyn-Mayer, y Adolph Zukor, de Paramount Pictures, Henabery tuvo que dedicarse a la dirección en pequeños estudios de Hollywood. Su carrera como director de largometrajes finalizó a finales de los años treinta.
Joseph Henabery falleció en 1976 en Los Ángeles, California. 

## Filmografía seleccionada
- Double or Nothing (1936)
- Cobra (1925)
- A Sainted Devil (1924)
- Traveling Salesman (1921)
- Brewster's Millions (1921)
- Life of the Party (1920)
- The Spell of the Poppy (1915)
- El nacimiento de una nación (1915)